# Uhersko
Uhersko é uma comuna checa localizada na região de Pardubice, distrito de Pardubice.